# Fieba József
Fieba József (Alsókorompa, 1819. március 8. – Győr, 1893. november 16.) katolikus pap, Bánhida és Vértesszőlős plébánosa.

## Életútja
Öten voltak testvérek, s közülük ő volt a negyedik, édesapja Fieba János, édesanyja Szobonya Ilona. Esztergomban 1836-38 között a Szent Benedek-rendi katolikus gimnáziumba eminens tanulóként járt iskolába.
Teológiai tanulmányait Győrben végezte 1841-44 között és 1845-ben szentelték áldozópappá a győri székesegyházban. 1848-ban került Vértesszőlősre, mint Bánhida – Szőllős-i plébános. 
Életének többi részletéről keveset tudunk; elfogatása, fogsága és szabadulás történetét néhány levél és Boross Mihály népies író elbeszélése alapján lehet összeállítani.

### Fieba a szabadságharcban
A környéken népmonda is őrzi tettét, amelyet a vértesszőlősi plébános, Klotz Ignác jegyzett fel:
„Nem volt magyar a neve, anyanyelve, nagyobbrészt más nyelven hirdette az Isten igéjét, de szíve gyökeréig magyar érzelmű volt! Amint ide is eljutott  a Talpra magyar! szózatának lelkes hangja, összegyűjté híveit a templom mellé s beszélt hozzájok szívének lánghevével:
– Polgártársak! pirkad már a szabadság hajnala, lerázzuk a gyűlölt rabigát, szabadok leszünk, mert Isten szabadnak teremtette a magyart! Készüljünk! Akinek ép keze-lába van, induljon hadba, mindnyájan pedig tanuljuk meg a fegyverforgatást, hogy az ellent kellően fogadhassuk!
El is mentek sokan. A többiek pedig a falu mellett elterülő mezőségen egyebet sem cselekedtek egész nap, mint gyakorlatoztak. Várták az ellenséget. Csakhogy az ellenség nagy számmal jött, s ekkora már a falú harcias népe el is rejtette a fegyvereket, mert leverve a szabadságharc s kezdetét vette a sötét bosszúállás!
A falú papja már eleve elmenekült. Az osztrák jól ismerte viselt dolgait: áruló a magyar között is akadt mindenkor elég! Elrejtőzött a pap egy erdei lakban. Az erdész, a svarcgelb grófnak hitvány cselédje, elárulta a németnek a pap lakhelyét. Megvasalva vitték K-ba. Száz botütésre, azaz halálra ítélték. A porkoláb irgalmasabb volt az osztrák hóhéroknál, és egy vastag bőrdarabbal ótalmazta meg az áldozatot az ütések roncsoló, halált okozó ereje ellen. De így is azért béna lett és szolgálatra képtelen. Miért, hogy egyedül a magyarnak róják fel bűnül, ha hazája szabadsága érdekében fegyvert ragadott?”
A monda néhány dologban eltér a valóságtól: Fieba „csak” a Függetlenségi nyilatkozatot olvasta fel a templomban, „csak” ötven botot kapott, és nem „K”-ba, hanem előbb Nagyigmándra, onnan Győrbe, Pozsonyba, majd Olmützbe vitték.
Haynau 1849. július 1-jén kiáltványt adott ki, melyben rögtönítélő haditörvényszékkel fenyegetett meg mindenkit, aki a szabadságharcot szolgálta, s nem titkolta gyűlöletét  a magyar szabadságharcot szolgáló papsággal szemben. A papoknak azt is bűnül rótták fel, ha a szószékről kihirdették a Habsburgok trónfosztását kimondó országgyűlési határozatot:
„Mi a magyar állodalmat (államot) törvényesen képviselő nemzetgyűlés , midőn jelen ünnepélyes nyilatkozatunk által Magyarországot elidegeníthetetlen természetes jogaiba visszahelyezve minden hozzátartozó részekkel és tartományokkal egyetemben, az önálló, független Európai Statusok sorába iktatjuk, a hitszegő Habsburg-Lotharingen-házat Isten és a világ előtt trónvesztettnek nyilatkoztatjuk.”
Ekkor kezdődött Fieba József és három társa (László József kocsi református lelkész, Győrfy Ferenc tatai tanító és Tóth Sándor oroszlányi jegyző) bujdosásának, elfogatásának és fogságának története. A kocsi református lelkész és a tatai tanító a császári csapatok elől menekült, és Bánhidán Fieba Józsefhez tértek be, aki szintén menekülni készült. Július 1-jén megírta végrendeletét. A plébánia pincéjében bujkáltak, itt biztonságban érezték magukat. Hamar kiderült, hogy itt sem lehetnek biztonságban, mert az országúton osztrák katonák járőröztek. Ezért bementek a faluba egy családhoz, onnan pedig Oroszlányra indultak Tóth Sándor jegyzőhöz. Pár óra múlva már négyen kerestek menedéket a Vértes erdejében. Egy éjszakát a szabad ég alatt töltöttek, majd a nánai erdőcsőszhöz kéredzkedtek be. Nemsokára lovaskatonák vették körül a házat, s a négy bujdosót fogolyként szállították Mórra.
Július 11-én Nagyigmándra vitték a bilincsbe vert foglyokat. Itt a református paplakban haditörvényszék működött. Susán tábornok meg sem hallgatta a foglyokat, hanem elrendelte, hogy mindegyikre ötven botot verjenek. A paplak udvarán a szerezsánok (szerb vagy horvát határőrvidéki lovas katonák) végrehajtották az ítéletet. (Másnap itt ítélték halálra és végezték ki Mansbart Antal csákberényi plébánost és Szikszay János református lelkészt.)

### A börtönévek
A rabokat július 13-án ökrös szekérrel szállították Győrbe, ott a kapucinusok zárdájában volt börtönük. Július 15-én gőzhajóval szállították őket Pozsonyba a „Vízi-kaszárnyába”, amely már megtelt politikai foglyokkal. Itt raboskodott Fieba József és három társa 1849 novemberéig.
A kivégzések és kegyetlenségek hatására hatalmas nemzetközi tiltakozás bontakozott ki. Bécs kénytelen volt mérsékelni a terrort, a zsúfolt börtönökből lassan elkezdték haza engedni a foglyokat. Fieba három társát egymás után kiengedték, őt azonban titkos feljelentés alapján november 30-án négyévi várfogságra ítélték, s Olmützbe szállították, ahol embertelen körülmények között tartották társaival együtt.
Amikor hívei megtudták, hogy plébánosuk fogságba került, a bánhidai és szőlősi egyházközség nevében küldöttség ment Nagyigmándra, hogy megkeressék. A plébános idős szülei is levelet írtak Haynaunak, aki nem is válaszolt a kérelemre, egy főpap könyörgése is hiábavaló volt.

### A szabadulás után
Fiebát 1852-júniusában átszállították Josephstadtba, ahonnan még ez évben szabadult is. Kiszabadulása az uralkodó kegyelmének köszönhető, de állását elvesztette. A bánhidai plébániára nem térhetett vissza. Győrben telepedett le, s óraadóként angol és francia nyelv tanításából tartotta fenn magát. A művelt társaságban közkedveltségnek örvendett. Boross Mihály írta azt róla: „ha a forradalom le nem veretik, nevezetes szerepet játszhatott volna az egyház életében. [...] Mind politikai, mind vallási szempontból művelt, szabad gondolkodású, tehetséges felvilágosult férfiú, aki bár tót származású, de testestül-lelkestül magyar érzelmű volt.” Olasz nyelven is kiválóan beszélt, kétszer is próbálkozott a Pannonhalmi Szent Benedek Rend Győri Főgimnáziumában olasz nyelvtanítással, de nem akadt hallgatója.
A győri egyházmegye mégis visszafogadta szolgálatába: 1860 – 1865. között egy rábaközi faluba, Szárföldre kapott adminisztrátori (kápláni) beosztást. 
További érdekesség, mely életútjának megbecsülését mutatja, hogy Jókai Mór személyesen szólal fel érte, kártalanítása érdekében az 1867. december 23-i képviselőházi napló adatai szerint (279. oldal): 

„Tisztelt képviselőház! Kötelességemmé tétetett a jelen kérvénynek a t.képviselőház figyelmébe ajánlása. A kérvényző Fieba József bánhidi szőlősi plébános és győri lakos.
Kérvénye azon alapul, hogy ő 19 év óta folytonos üldözésben részesül azon hazafiúi tettéért, hogy egy időben a magyar népet lelkesítette hazája védelmére az annyira rettegett
oroszok ellen. Szenvedéseit nem akarom előszámlálni; kérvényében fel vannak sorolva; csupán ezeknek inaugurálásául emlitem fel azon 100 botot és kancsukát, melyet rámértek: egy fölszentelt magyar katholikus lelkészre mérte azt rá nem egy jéghideg muszka orthodox, hanem egy katholikus históriai nagy nevű ember. (Felkiáltások: Ki az? Ki tette azt?) És még ezután is, mindeddig üldözték. Nem kívánok beleszólani a katholikus egyház autonóm jogaiba; tudom, hogy saját magok korlátlanul kezelhetik; de mint hazafinak, képviselőnek jogom, kötelességem, meleg szavakban ajánlani mind a t.háznak, mind a nagyon tisztelt cultusminiszter urnák ezen kérvényét említett hazánkfiának, hogy miután ő felsége is a hadi törvények hatalmát politikai ügyekben megszüntetni kívánta, a majdan 19 éves üldöztetésnek vége vettessék s az illető egyházhatalom komolyan utasitassék.”
A kérelmet a Kérvényi Bizottsághoz utasítja a ház. 
1880-ban átvette Győr vármegye levéltárának levéltárosi tisztét és haláláig itt dolgozott. Győr belvárosában élt a Megyeház utca (ma Liszt Ferenc) 38. szám alatt. Fieba egyházi pályáját befejezve 1893. november 11- én Szalánczy Ágnest feleségül vette Győrben, akitől leánygyermeke is született.

A múltja miatti üldöztetés, az elkeseredés juttathatta oda, hogy elfordult katolikus egyháztól, halála előtt, áttért a református hitre. A betegség (májrák) nem sokkal később, november 16-án végzett vele és november 18-án temették el.

## Emlékezete

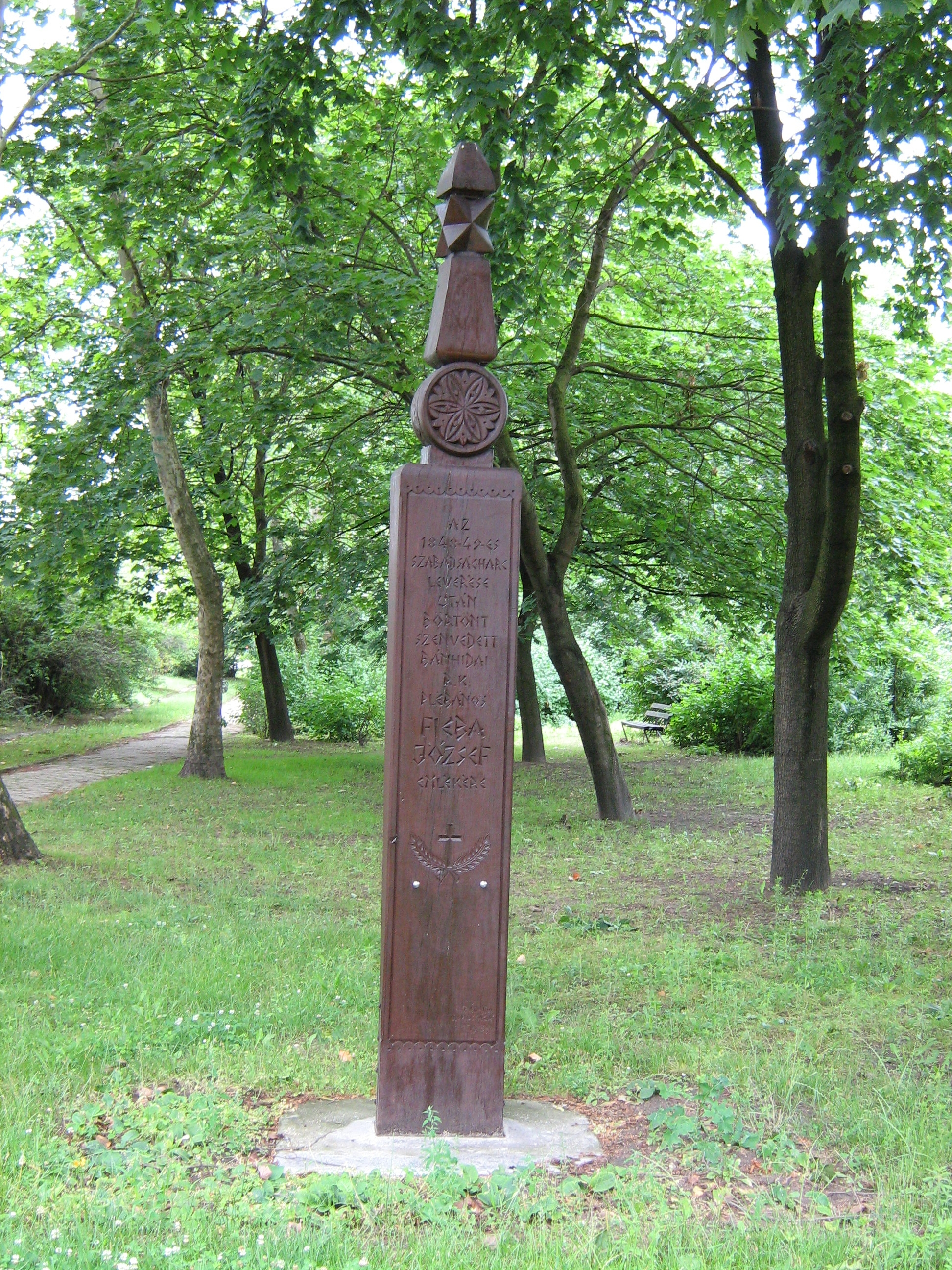
Fieba József emlékoszlopa Bánhidán (Salló István alkotása)

Fieba nevét ma már elég sokan ismerik Tatabányán. 1989-ben állított emlékoszlopot Bánhida lakossága a szoborkertben, 1999. október 6-án pedig fába faragott portréját helyezték el és leplezték le a Puskin Művelődési Otthon falán. Az életút megismerését követően Vértesszőlősön a Pátria Faluközösségi Egyesület kezdeményezésére létesült emlékmű az Ady Endre utcai parkban, melyet 2016. március 15-én avattak fel.